# Paweł Pawlikowski
Paweł Aleksander Pawlikowski (født 15. september 1957) er en polsk filmskaber. Han høstede tidligt ros for en række dokumentarfilm i 1990'erne og for hans prisvindende spillefilm i 2000'erne, Last Resort (2000) og My Summer of Love (2004). Hans succes fortsatte ind i 2010'erne med Ida (2013), der vandt Oscar-prisen for bedste fremmedsprogede film, og Cold War (2018), for hvilken Pawlikowski vandt prisen for bedste instruktør på filmfestivalen i Cannes og blev nomineret til Oscar-prisen for bedste instruktør, samtidig med at filmen blev nomineret til bedste fremmedsprogede film.